# 10 Pułk Strzelców Konnych (PSZ)
10 Pułk Strzelców Konnych (10 psk) – rozpoznawczy pułk pancerny Polskich Sił Zbrojnych.

## Formowanie, zmiany organizacyjne i walki

### Francja 1940
Z obozów internowania na terenie Węgier i Rumunii poprzez Split, Pireus, Modane, Niceę i Marsylię przedostawali się polscy żołnierze do Francji. Wstępne formowanie oddziałów polskich następowało najpierw w Bretanii, w Coëtquidan, gdzie formowała się 1 Dywizja Grenadierów, a po jej wymarszu, 3 Dywizja Piechoty. 1 dywizjon kawalerii formował się w oddalonym o 12 km Paimpont. W lutym 1940 roku, 1 dywizjon kawalerii składał się z 6 szwadronów, a trzon formującego się dywizjonu stanowili byli, internowani na Węgrzech żołnierze 10 BK oraz emigranci polscy we Francji. W tym czasie zapadła decyzja o formowaniu 1 Lekkiej Dywizji Zmotoryzowanej. Do dalszego formowania, organizowania i ćwiczenia wyznaczono planowanej dywizji rejon Orange-Avignon. Skład dywizji miał być oparty na wzorcach francuskich i zakładał sformowanie 4 batalionów pancernych, 2 batalionów kawalerii zmotoryzowanej, batalionu saperów, artylerii i oddziałów pomocniczych. Bataliony kawalerii miały nosić nazwy i numeracje 10 psk i 24 puł. Dla 10 psk jako miejsce zakwaterowania wyznaczono Mornas, dla 24 puł. Montdragon, dla pancerniaków St. Cecil, zaś dla dowództwa Bollène. Bataliony kawaleryjskie składały się z trzech szwadronów każdy – w niepełnych stanach osobowych. Dowództwo batalionu, zalążka 10 psk, objął mjr Emil Słatyński, dowództwa: 1. szwadronu por. Jerzy Wasilewski, 3. szwadronu rtm. Otton Ejsymont, a szwadronu ckm – rtm. Jan Maciejowski. Oddziały stacjonowały w znacznie lepszych warunkach zakwaterowania niż w Bretanii, jednakże nadal nie posiadały żadnego sprzętu motorowego, ani broni, co stwarzało konieczność ćwiczeń pozorowanych.

#### Agresja niemiecka na Francję
W maju 1940 rozpoczęła się niemiecka ofensywa. Zgrupowanie przyszłej Lekkiej Dywizji Zmotoryzowanej nadal znajdowało się na południu Francji, gdy niespodziewanie dotarły do niej rozkazy. Zlikwidowano szkoły podoficerskie, żołnierzy wcielono do pułków, stany osobowe uzupełniono batalionem piechoty z Coëtquidan oraz grupą kierowców. Zgrupowanie otrzymało rozkaz przegrupowania w okolice Paryża. Nadeszły transporty niezbędnego wyposażenia: broni, mundurów, ekwipunku i sprzętu zmotoryzowanego.
Według organizacji francuskiej, pułk miał składać się z: dowództwa, szwadronu motocyklistów, dwóch szwadronów liniowych, wyposażonych w armaty ppanc., moździerze i ckm-y. Z uzupełnienia osobowego sformowano 2. szwadron pod dowództwem rtm. Tadeusza Wysockiego. Z pierwotnie formowanej Lekkiej Dywizji Zmotoryzowanej utworzono ostatecznie Lekką Brygadę Zmechanizowaną w dniach 27-28 maja 1940. Wydano również rozkaz organizacyjny dla pułku kawalerii zmotoryzowanej. Nosiła ona nazwę 10 Brygady Pancerno-Motorowej, składającą się z: dowództwa, szwadronu łączności, plutonu regulacji ruchu, pułku pancernego z dwoma batalionami czołgów, pułku kawalerii zmotoryzowanej z dwoma batalionami kawalerii (dragonów), dywizjonu ppanc., baterii plot. i plutonu sanitarnego. Pułk kawalerii zmotoryzowanej składał się:
- ze sztabu i plutonu dowodzenia,
- szwadronu techniczno-gospodarczego,
- batalionu 24 puł.,
- batalionu 10 psk, (w składzie sztabu, plutonu dowodzenia, szwadronu wozów pancerno-rozpoznawczych, szwadronu motocyklistów, dwóch szwadronów strzelców, szwadronu ckm i broni towarzyszącej).

Dowództwo pułku kawalerii objął płk. dypl. Kazimierz Dworak, batalionem II (strzelców konnych) dowodził mjr Emil Słatyński. Pod koniec maja w II batalionie było jedynie 265 żołnierzy. Dalsze wzmocnienie batalionu strzelców konnych było przewidziane i zrealizowane z zapasowego batalionu kawalerii motorowej dowodzonego przez mjr Stefana Starnawskiego, który wchodził w skład Ośrodka Zapasowego Kawalerii Motorowej pod dowództwem płk dypl. Witolda Gierulewicza. 
Nowo utworzona brygada w sile 3323 żołnierzy miał być natychmiast skierowana na front. Wobec braku wyszkolenia na sprzęcie francuskim dotychczas niedostępnym oraz zgrania oddziałów bez odbycia ćwiczebnych strzelań, użycie brygady było niemożliwe. Wobec takiej sytuacji dowództwo po uzgodnieniu z gen.Władysławem Sikorskim postanowiło utworzyć Oddział Wydzielony brygady do wykonywania powierzonych zadań. Pozostała, większa część brygady pod dowództwem gen. bryg. Bronisława Regulskiego miała odbyć konieczne ćwiczenia i następnie sformować II rzut bojowy pod dowództwem płk. dypl. Kazimierza Dworaka i dołączyć do pierwszego rzutu gen. bryg. Stanisława Maczka.
Pierwszy rzut 10 BKPanc. liczył  102 oficerów i 1607 szeregowych. W jego skład wszedł dywizjon kawalerii motorowej nazywany dywizjonem dragonów, który składał się z: 1. szwadronu 10 psk pod dowództwem rtm. Ottona Ejsymonta, wzmocnionego plutonem ckm i plutonem motocyklistów por. Malanowskiego, szwadron 24 puł. wraz z plutonem motocyklistów sformowane w dywizjon kawalerii motorowej (dragonów) pod dowództwem mjr. Władysława Zgorzelskiego, w sile 14 oficerów i 512 szeregowych. Dowództwo pułku czołgów pod dowództwem ppłk. dypl. Tadeusza Majewskiego z I batalionem czołgów pod dowództwem mjr. Stanisław Gliński. Dowództwo Brygady stanowili: gen. bryg. Stanisław Maczek, ppłk dypl. Franciszek Skibiński oraz kilku oficerów. Ponadto dowództwo dysponowało plutonem regulacji ruchu, dywizjonem ppanc., baterią plot. oraz kompanią saperów. W rejonie Orsay pozostał drugi rzut brygady, który miał dołączyć 20 czerwca. W stałym miejscu postoju pozostała reszta oddziałów brygady z 3 i 4 batalionami czołgów, 10 dywizjonem rozpoznawczym, 10 dywizjonem artylerii i Ośrodek Zapasowy brygady pod dowództwem gen. bryg. Bronisławem Regulskim. 
Po skoordynowaniu planów działań z dowództwem francuskim, podjęto decyzję o przegrupowaniu w rejon Avise-Vertus, na wschód od Paryża, gdzie po jego osiągnięciu nastąpiło oczekiwanie na dalsze rozkazy. W nocy z 12 na 13 czerwca 1940 I rzut 10 BKPanc. otrzymał rozkaz przejścia w okolice Montmort-Lucy i osiągnięcia gotowości zabezpieczenia skrzydła oddziałów francuskich broniących Marny.

#### Walki w środkowej Francji
13 czerwca dywizjon mjr. Zgorzelskiego otrzymał rozkaz obsadzenie Champaubert. Szwadron 10 psk pod dowództwem rtm. Ejsymonta obsadził samą miejscowość, a pluton por. Malanowskiego wsparty kilkoma czołgami wyszedł w kierunku zachodnim na rozpoznanie. W lesie, w okolicy Champaubert wywiązała się kilkugodzinna walka pomiędzy patrolami motocyklowymi, wspartymi czołgami a nieprzyjacielem również uzbrojonym w broń pancerną. Dwukrotnie dochodziło do silnej wymiany ognia pomiędzy czołgami. W Champaubert pozostał pluton motocyklowy por. Jureckiego wraz z kilkoma czołgami, a szwadron 10 psk przemaszerował w okolice St. Prix-Soizy w celu obsadzenia i utrzymania ważnego skrzyżowania dróg. Po jego osiągnięciu utrzymano je do wieczora, po czym otrzymano rozkaz przejścia w rejon Broussy-le-Grand.
O świcie następnego dnia nadszedł rozkaz przeprawy na południe Sekwany. W czasie przemarszu szwadron był celem silnego bombardowania, wskutek którego zniszczone zostały dwa pojazdy i poległ jeden ze strzelców. Pluton por. Malanowskiego pozostał w rejonie Sevanne-Champonoire w celu nawiązania łączności ze szwadronem 24 puł. Pluton został niemalże odcięty przez wysunięte daleko na południe oddziały pancerno-motorowe wroga. Tylko odwaga i spryt jednego ze strzelców pomogły wyprowadzić pluton z niezwykle trudnej sytuacji. Szwadron wycofujący się w ciężkich warunkach osiągnął Chapelle-le-Vallon. W nocy z 14 na 15 czerwca szwadron osłaniał sztab Brygady. O świcie nadszedł rozkaz ubezpieczania, jako straż tylna, przemarszu 10 BKPanc. w rejon Dosches nad Sekwanę.
Noc z 15 na 16 czerwca spędzono na wozach w miasteczku Lucigny. 16 czerwca przemaszerowano w okolice Madurce, gdzie okazało się, że zachodnie skrzydło wroga znajduje się dużo dalej na południe i zagraża bezpośrednio w miejscu postoju Brygady.
Wobec takiego zagrożenia nadszedł rozkaz z dowództwa francuskiej 42 DP przechwycenia i utrzymania przeprawy na Kanale Burgundzkim w Montbard. Wobec drastycznego braku benzyny dowódca Brygady nakazał zniszczyć pojazdy gospodarcze oraz trzy czołgi i przelać benzynę do pozostałych – siedemnastu czołgów. W kierunku Montbard wysłany został pluton por. Malanowskiego w celu dokonania rozpoznania. Po południu w kierunku Montbard wyruszyła kolumna w sile całości brygady. O zmierzchu straż przednia natrafiła na skraju miasta na barykadę i silny ogień z placówki wroga. W wyniku walki wręcz i wsparcia czołgów zdołano uchwycić północny skraj miasta. Nieprzyjaciel jednak zdołał przeprawić się na południowy brzeg kanału i wysadził most. Szwadron 10 psk wyszedł przed pozycje 24 puł., który w wyniku boju stracił 1. pluton liniowy i pluton ckm-ów. Silny ogień ckm-ów 10 psk, wsparty natarciem czołgów wyparł nieprzyjaciela z zajmowanych pozycji.
Nocny bój z dwoma niemieckimi batalionami 66 pułku, 13 Dywizji Piechoty Zmotoryzowanej przyniósł niestety znaczne straty. W chwili rozpoczęcia natarcia ciężko ranny został dowódca 1. szwadronu 10 psk rtm. Otton Ejsymont. Straty własne wynosiły ponadto ośmiu zabitych i czternastu ciężej i lżej rannych, pośród nich: kpt. Czerwiński, por. Czerniawski, por. Śląski, por. Irzykowski i por. Fudakowski. Uwolniono z niewoli około dwudziestu oficerów francuskich. Po stronie wroga naliczono około sześćdziesięciu zabitych. Wobec groźby zamknięcia pierścienia wokół miasta, gen. Maczek rozkazał opuścić miasto. O świcie wymaszerowano w kierunku na Flavigny, idąc na południe w kierunku Loary. Ze względu na coraz bardziej zaostrzający się brak paliwa zniszczono następną część sprzętu ciężkiego.
Nad ranem straż przednia natknęła się na wroga we Flavigny. W celu uniknięcia bezpośredniego kontaktu skręcono na wschód w kierunku Dijon, dokąd skierowano wozy z rannymi. Patrole motocyklowe wysłane we wszystkich kierunkach stwierdziły obecność wroga wszędzie dookoła. Wkrótce też powróciły wozy z rannymi z Dijon, zajętego już przez wroga, w związku z czym rannych pozostawiono we wsi Moloy. Wysłany na podjazd por. Malanowski poległ w czasie wykonywania zadania zwiadowczego.
W niezwykle trudnym położeniu, w jakim znalazła się Brygada, jej dowódca – gen. Maczek nakazał przejść w okolice lasów Bois-de-Malte, zniszczyć cały pozostały sprzęt i pieszo podjąć próbę przedarcia się przez pierścień wroga.
18 czerwca przed świtem pozostałość I rzutu brygady ruszyła pieszo, kierując się na południe, osiągając skrzyżowanie okolicznych dróg. Wszędzie wokół posuwały się kolumny pancerno-motorowe wroga, co zmusiło do przeczekania w lesie aż do zmroku. Zaczynał doskwierać brak żywności i wody. Wobec tak trudnego położenia, dowódca Brygady podjął niezwykle ciężką decyzję o rozwiązaniu I rzutu brygady. Około 500-osobowy oddział podzielono na grupki, które na własną rękę miały przedostawać się przez pozycje wroga. Na miejsce spotkania wyznaczono Bollène.
Pozostała część Brygady pod płk. dypl. Kazimierzem Dworakiem nie zdążyła wykonać zakładanych ćwiczeń i rozkazem władz polskich została skierowana na południe w kierunku Bordeaux i dalej do niewielkiego portu Le Verdon. Przed świtem 22 czerwca 1940 roku, dnia w którym zawarto rozejm, nastąpił załadunek na dwa brytyjskie transportowce: „Royal Scotsman” i „Clan Fergusson”. Celem ich rejsu był Liverpool. Po ewakuacji z Francji, jako wyróżnienie za dotychczasową służbę, oraz na pamiątkę nazwy Schwarze Brigade, jaką określali Niemcy w swych rozkazach 10 BK w czasie kampanii wrześniowej, Naczelny Wódz nadał Brygadzie odznakę honorową w postaci lewego czarnego naramiennika.

## W składzie 1 Dywizji Pancernej w Wielkiej Brytanii

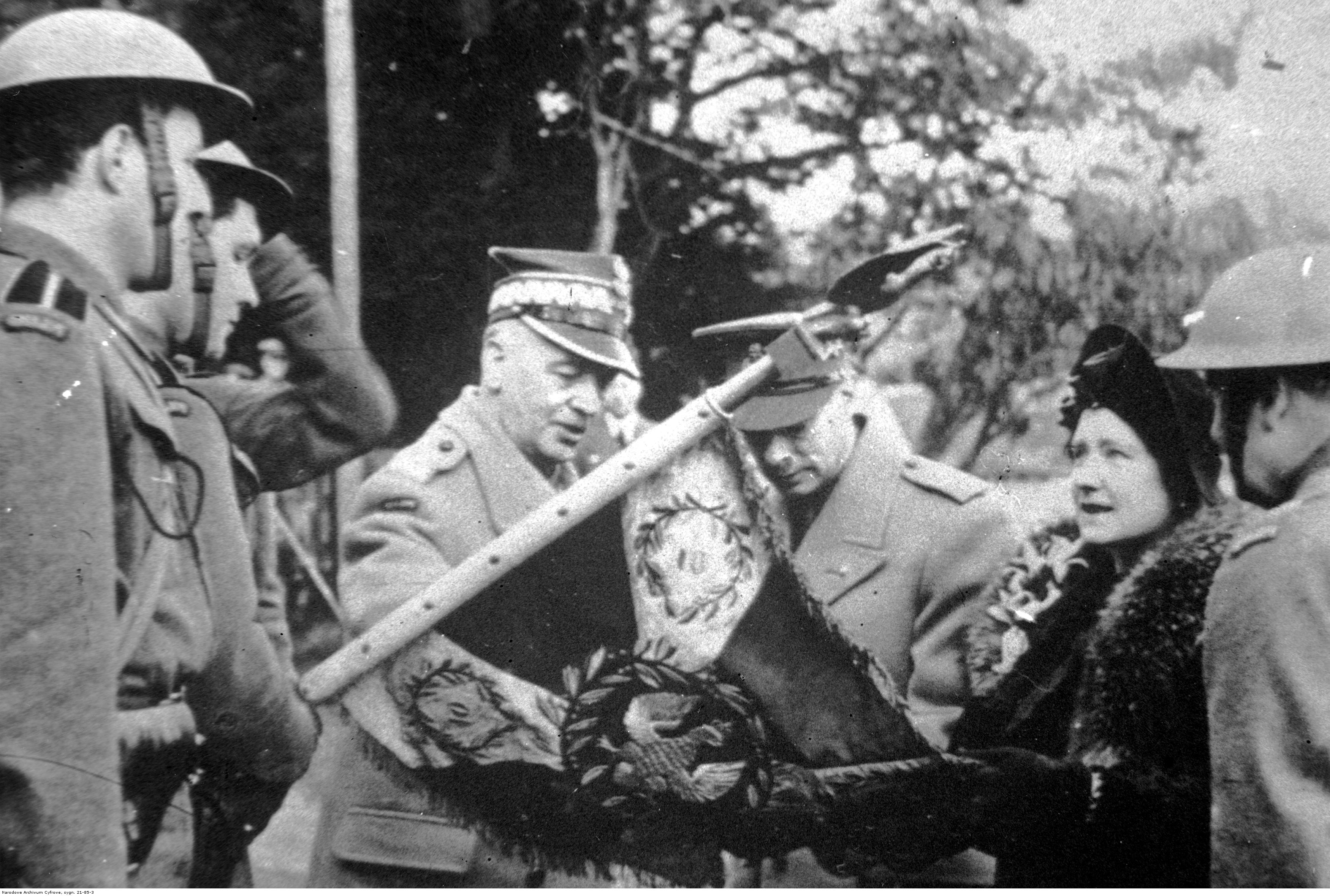
Powitanie pary królewskiej na stacji w Glamis przez szwadron honorowy 10 Pułku Strzelców Konnych. Od lewej: pchor. Andrzej Krzyczkowski, pchor. Stefan Jasieński (trzyma sztandar 10 PSK), premier RP i Naczelny Wódz, gen. Władysław Sikorski, król Wielkiej Brytanii Jerzy VI i królowa Elżbieta, Szkocja marzec 1941

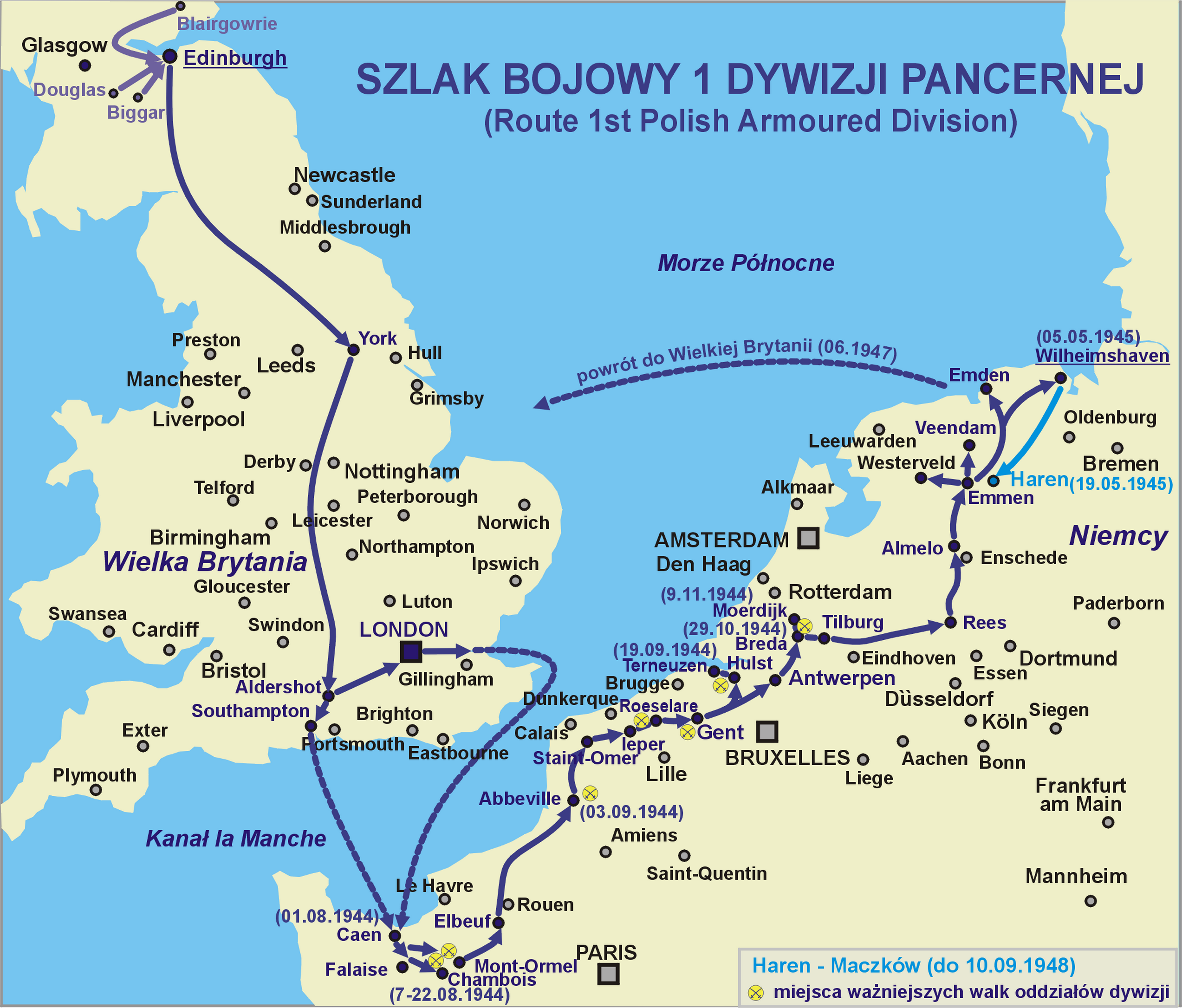
Szlak bojowy pułku w składzie 1 DPanc

Pierwszym miejscem stacjonowania pułku na terenie Szkocji było miasto Douglas. Znalazły się tam: 24 puł., 10 psk oraz organizujący się dopiero 14 puł. Jazłowieckich. Dowództwo 10 psk objął ppłk Jan Monwid-Olechnowicz, a jego zastępcą został mjr Emil Słatyński. W skład pułku weszły trzy szwadrony liniowe: pierwszym dowodził rtm. Jerzy Wasilewski, drugim rtm. Michał Gutowski, a trzecim rtm. Roman Dowbor. Szwadron ckm objął rtm. Jan Maciejowski.
We wrześniu 1940 pułk przeszedł do Johnstone, na odcinek wybrzeża Szkocji, chroniony przez oddziały polskie oraz kolejno do: Forfar, Scone i Arbroath.
3 listopada 1940 roku w Szkocji 2 Brygadę Strzelców przemianowano na 10 Brygadę Kawalerii Pancernej. Jej pododdziały otrzymały oficjalnie swoje dawne nazwy.
W skład jej weszły: 14 puł., 24 puł., 10 psk oraz 10 p drag. Po sformowaniu 1 Dywizji Pancernej, 10 BKPanc. weszła w jej skład. Drugą brygadę dywizji tworzyła 16 Brygada Czołgów.
W lutym 1942 w Arbroath dowództwo 10 psk objął ppłk dypl. Franciszek Skibiński, zastępcą został mjr Jan Maciejowski. Pułk wyposażono w nowy sprzęt pancerny: czołgi typu MK I i MK III Valentine. Rozpoczęły się intensywne szkolenia. Z Arbroath pułk przeszedł do Haddington, gdzie otrzymał dalsze wyposażenie w czołgi pościgowe typu Covenanter. W Haddington pułk otrzymał również sztandar ofiarowany przez społeczeństwo miasta.
Wiosną 1943 roku w pełni wyposażony i wyszkolony pułk przegrupowano do Anglii w rejon Newmarket. Jesienią 1943 roku Brygada powróciła do Szkocji, gdzie przeszła reorganizację według wzorców brytyjskich. 10 psk został przeorganizowany na pancerny pułk rozpoznawczy, zachowując jednocześnie swoją tradycyjną nazwę i numerację. Na miejsce postoju wyznaczono rejon Peebles i Galashilds. Dowództwo pułku objął dotychczasowy zastępca dowódcy mjr Jan Maciejowski. Z końcem listopada pułk przegrupowano w rejon Dalkirk nieopodal Edynburga, gdzie pułk przeszedł ponowną reorganizację i wyposażenie w nowe czołgi typu Cromwell.
Wiosną 1944 pułk po odbyciu szeregu ćwiczeń, w tym również z użyciem ostrej amunicji, osiągnął pełną gotowość bojową. W maju 1944 nastąpiło przegrupowanie w rejon Pickering. Dowódcą pułku nadal pozostawał mjr Jan Maciejowski, zastępcą był mjr Otton Ejsymont, 1. szwadronem dowodził rtm. Jerzy Wasilewski, 2. rtm. Michał Gutowski, 3. rtm. Herman Cieśliński.

### Działania bojowe pułku 1944-1945

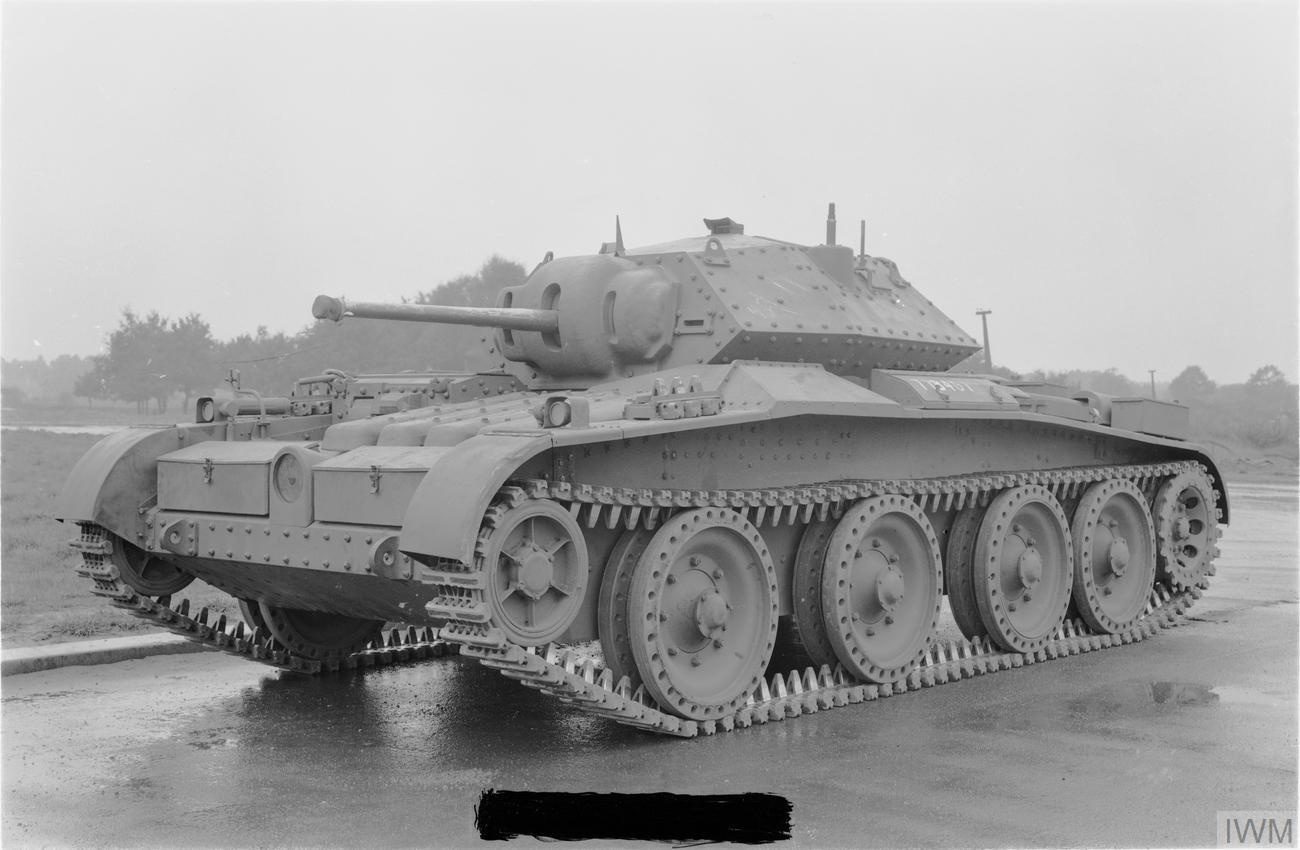
Covenanter – czołgi tego typu były na wyposażeniu pułku do końca 1943

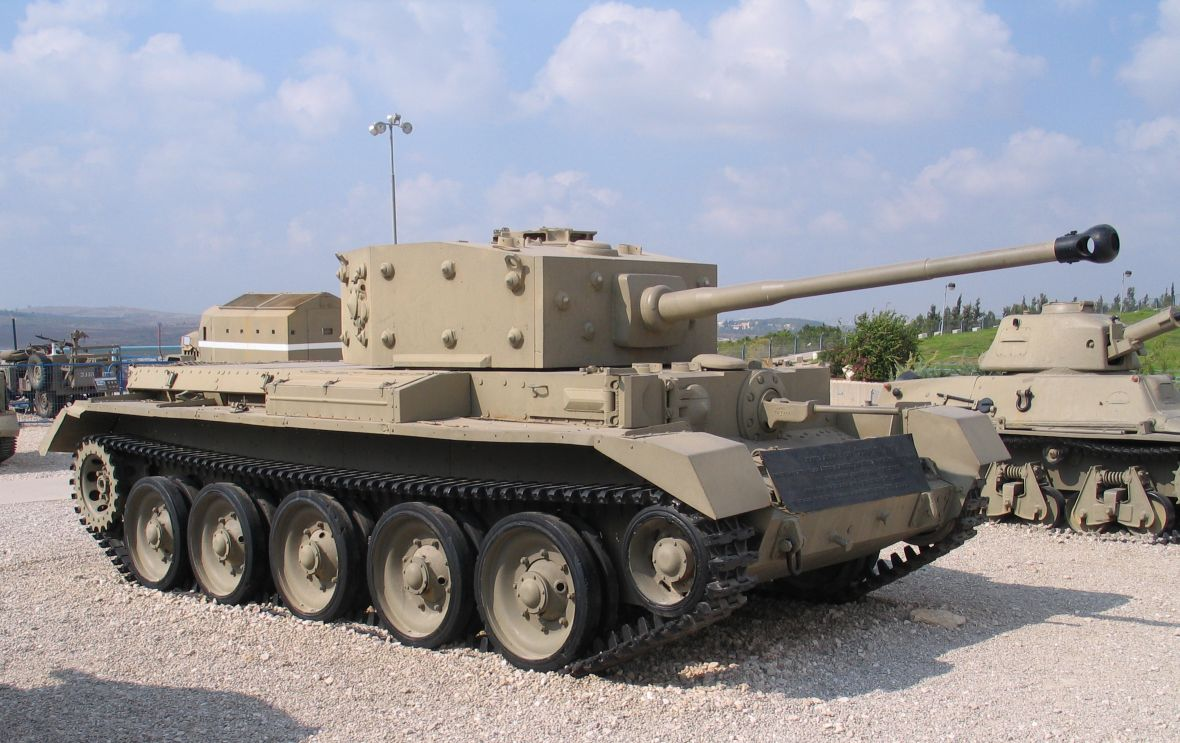
Cromwell – czołgi tego typu były na wyposażeniu pułku od 1944

6 czerwca 1944 rozpoczęła się inwazja na Normandię. 10 psk osiągnął wybrzeża Normandii 31 lipca 1944 roku w okolicy Cour-seulles sur Mer, około 15 kilometrów na północny zachód od Caen. Przerzucony został w sześciu rzutach.
O 12:45 wylądował dowódca pułku ze sztandarem jednostki. Podczas wyładunku odnotowano drobne uszkodzenia pojazdów oraz utratę jednego Cromwella z 3 szwadronu. 2 sierpnia mjr Jan Maciejowski zameldował dowódcy dywizji przybycie i zebranie całego pułku w wyznaczonym rejonie.

#### Bitwa w Normandii
8 sierpnia tyły pułku zostały zbombardowane przez lotnictwo amerykańskie. Pododdziały pułku w styczności z wrogiem prowadziły działania rozpoznawcze i osłonowe od wschodu 2 szwadronem i II dywizjonem samobieżnym 1 pappanc. podczas natarcia dwóch pułków 10 Brygady Kawalerii Pancernej w rejonie Saint-Aignan-de Cramesnil, Robertmesnil. Nazajutrz 10 pułk wraz z I dywizjonem 1 Pułku Artylerii Przeciwpancernej rozpoznawał w kierunku Cauvicourt i St.Sylvain likwidując niemiecką okopaną piechotę w sile kompanii, opanował Soignolles. 10 sierpnia rozpoznawał rejon Rouvres w kierunku rzeki Dives ponosząc straty 9 poległych i 2 czołgi, wspólnie z 9 batalionem strzelców w godzinach nocnych atakował wzgórze 84. 11 sierpnia odparł niemiecki kontratak pancerny wspólnie z I/1 pappanc. i 9 bs na zdobyte wzg. 84, następnie jednym szwadronem wspierał trzykrotnie atakujący wzg. 111 9 batalion strzelców. 12 sierpnia z przydzielonym II/1 pappanc. i II/1 pam rozpoznawał le Bu-sur Rouvres na rzece Laison poszukiwał przepraw, od początku wejścia do walki cały czas znajdował pod intensywnym ogniem artylerii nieprzyjaciela. W trakcie stoczonych walk tego dnia poległo 3 strzelców, 15 zostało rannych utracono 4 czołgi Cromwell. 14 sierpnia w wyniku pomyłki lotnictwa brytyjskiego został zbombardowany 1 szwadron pułku. Na skutek tej pomyłki utracono 8 żołnierzy zabitych 8 rannych i 2 zniszczone czołgi, tego dnia nie wziął udziału w walkach.

#### Bitwa pod Falaise
15 sierpnia strzelcy konni współdziałając z II dywizjonem samobieżnym 1 pappanc. rozpoznali rejon Jort, przeprawy na rzece Dives, odparli pancerne kontrataki niemieckie. Następnie 1 szwadron, sforsował po rozpoznanym brodzie i uchwycił przyczółek, wsparty 2 szwadronem dragonów z 10 pułku utrzymał rejon do czasu nadejścia pułków 10 BKPanc. otwierając całej dywizji drogę na Trun. Sukcesem strzelców konnych było też zniszczenie 10 dział polowych i przeciwpancernych, 3 czołgi Pz Kpfw V Panther, zdobycie 1 czołgu Pz Kpfw VI Tiger i 103 jeńców. Straty pułku strzelców to 5 poległych i 14 rannych i 2 zniszczone czołgi Cromwell. Nazajutrz pułk odpoczywał, konserwował i uzupełniał sprzęt. Od 17 sierpnia 10 psk wraz z II dywizjonem samobieżnym 1 pappanc. prowadził rozpoznanie poszczególnymi szwadronami na Trun zdobywając w ciężkich walkach przedmioty terenowe, jeńców i niszcząc sprzęt przesunął front o 10 km. Zdobyto tego dnia miejscowości Les-Moutieres-en-Auge, dominujące nad okolicą wzgórze 259 i wzg. 107. Pułk osiągnął cele natarcia niszcząc armaty i inny sprzęt wroga, biorąc 80 jeńców z 21 DPanc. Poniósł przy tym straty 7 poległych i 10 rannych tracąc zniszczone 4 czołgi Cromwell i 2 czołgi Stuart. 18 sierpnia prowadził dalsze działania zaczepne osiągając 3 szwadronem wzg. 124 skąd ogniem niszczył wycofujące się kolumny wroga, został zaatakowany przez szturmowe lotnictwo alianckie. 19 sierpnia w godzinach porannych 3 szwadron II/1PAPpanc. stoczyły walkę w rejonie wsi Bourdon wypierając siły wroga, a następnie całością sił strzelcy konni ruszyli w kierunku wzg. 259 i miejscowości Chambois, w walkach ulicznych o miasto strzelcy wspierali dragonów ogniem armat. Pułk wraz z II i III/1 papanc. ugrupował się w czworobok na wzgórzach 113 i 124, odpierał w nocy wypady i dwa natarcia nieprzyjaciela. Nad ranem 20 sierpnia strzelcy konni wzięli do niewoli dowódcę niemieckiego LXXXIV KA gen. Otto Elfeldta i jednego z dowódców pułku grenadierów. Chwilę później poległ dowódca pułku mjr Maciejewski. Wieczorem w rejon obrony pułku dotarł jeden z batalionów amerykańskiej 90 DP, zamykając "kocioł Falaise". Na noc pułk przeszedł w rejon osłaniany przez piechotę amerykańską, gdzie przekazał rannych, jeńców i uzupełnił wyczerpaną amunicję i paliwo. 21 sierpnia na pozycjach pułku odebrano zrzut zaopatrzenia z samolotów transportowych, 1 szwadron rozpoznał w kierunku Mont Ormel został ostrzelany przez własne czołgi Sherman 1 i 2 pułków. Pozostałe siły pułku z dwoma dyonami 1 pappanc. broniły swoich pozycji. 22 sierpnia pułk ugrupował się obronnie w rejonie wzg. 160, dotarło zaopatrzenie i odbyła się kolejna zmiana dowódcy pułku. Straty pułku od 8 do 26 sierpnia to 40 poległych i 62 rannych żołnierzy. Od 23 do 30 sierpnia pułk wypoczywał, odtwarzał gotowość bojową, uzupełniał czołgi i załogi w tym czasie do 10 pułku dotarły pierwsze dwa czołgi A30 Challenger.

#### Pościg, walki w Belgii
31 sierpnia strzelcy konni na czele 1 D Panc. podjęli dalszy pościg za uchodzącym nieprzyjacielem w kierunku Sekwany. Do pułku dołączył 3 szwadron 10 Pułku Dragonów i II/1 pułku artylerii przeciwpancernej. W rocznicę wybuchu wojny pułk rozpoznał i zdobył przeprawy w miejscowości Foucarmont i Blangy, dalej działał w kierunku Abbeville zdobywając wzg. 114. Dzienne marsze pościgowe w styczności z nieprzyjacielem to odległości od 60 do 90 km. Pułk po osiągnięciu Abbeville i potyczkach na przedpolu przeprawił się po moście pontonowym w pasie sąsiedniej kanadyjskiej 4 Dywizji Pancernej. Dalej rozrzucony wachlarzem szwadronów opanował w walkach i potyczkach przeprawy na kolejnych rzekach L'Authie, Canche i Ternoize, stoczył walkę o wieś La Boisle, schwytanych jeńców przekazywano francuskiemu ruchowi oporu. Docierając do przeprawy 5 września wspierał ogniem 8 batalion strzelców, przy zdobyciu przyczółku w Blaringhem. Granicę belgijską strzelcy konni przekroczyli w dniu 6 września w rejonie Ypres wiążąc na przedmieściach miasta broniącego się nieprzyjaciela. Po czym forsując w walkach kanały po zdobytych mostach, okrążył Ypres od południa i wschodu. Do tego czasu prowadząc pościg z szeregów ubyło 6 poległych i 24 rannych. Po osiągnięciu nakazanej rubieży dalszy pościg kontynuowano osiągając w ciężkich walkach  7 i 8 września Roulers i Thielt. W tej ostatniej miejscowości po przebyciu ok. 400 km, pułk przeszedł na odpoczynek dokonywano naprawy sprzętu i wozów bojowych. 12 września pułk przeszedł do zdobytej w międzyczasie przez 3 Brygadę Strzelców Gandawy na postój.

#### Walki na pograniczu Belgii i w Holandii
Od 16 września 1944 roku strzelcy konni wspierali 3 BS i rozpoznawali przeprawy na kanale Hulst, wspierali 9 batalion strzelców podczas walk w kierunku Axel. 18 września ogniem czołgów wspierano batalion strzelców podhalańskich podczas zdobywania przyczółka na kanale Hulst-Axel. Po zbudowanych przez saperów przeprawach szwadrony zdobywają z "podhalańczykami" Kijkuit i okrążają Axel. 20 września szwadrony 10 pułku strzelców konnych zdobywają porty na Skaldzie, gdzie zastają i niszczą cztery barki na rzece z uciekającymi niemieckimi żołnierzami. 21 września pułk przechodzi na zasłużony odpoczynek. W jego trakcie naprawiano i przywracano do użytku pojazdy bojowe, brak było uzupełnień. W tym czasie pułk posiadał 43 oficerów i 550 szeregowych, 41 czołgów Cromwell i 4 Stuart. Zreorganizowano szwadron dowodzenia wydzielając z niego szwadron specjalny z elementami bojowymi (pojazdami pancernymi), a jako nowy utworzono pluton szturmowy strzelców na transporterach opancerzonych. Na terenie pogranicza Belgii i Holandii 10 PSK wraz z II/1 pappanc. został przydzielony do 3 BS płk dypl. F. Skibińskiego. 29 września po wykonaniu marszu do linii frontu przystąpił do wsparcia batalionu podhalańskiego prowadzącego natarcie. Atak czołgów pułku doprowadził do opanowania brzegu kanału w pobliżu Merxplas. Nazajutrz ponowione natarcie okrążyło Merxplas, przełamano obronę nieprzyjaciela w Lipseinde i nad kanałem, zdobyto 6 dział 155 mm i wielu jeńców. 1 października w godzinach popołudniowych opanowano Zondereigen w ciężkich walkach wieczorem osiągnięto granicę holenderską. Na skutek silnej obrony ppanc i min oraz przeszkód terenowych w postaci bagien i zalewów natarcie pułku w dniu 2 października nie przyniosło powodzenia. Ponowne natarcie przy wsparciu lotnictwa taktycznego i piechoty mające na celu wyjście na tyły obrony w Baarle Nassau w dniu 3 października, doprowadziły do częściowego wycofania się wroga. Wieczorem wraz z piechotą 3 BS pułk zdobył kompleks leśny Goordonk. W nocy zabezpieczał tyły wycofującego się pod naporem wroga 8 batalionu strzelców. 5 tego miesiąca pułk wspierał 9 batalion strzelców w natarciu na Baarle-Bosschoven i Alphen-Bosschoven. Przełamanie frontu pozwoliło polskiej dywizji na dalsze natarcie, a 10 psk przeszedł do odwodu dywizji. Jeszcze w dniu 6 października wspierał sąsiednie brytyjską 49 DP i jedną z dywizji kanadyjskich pojedynczymi szwadronami czołgów. Przebywający w odwodzie pułk narażony był na ostrzał artylerii niemieckiej i bytowanie w trudnych warunkach pogodowych. Od 26 października strzelcy konni wraz z I/1 pappanc. zajęli stanowiska na linii frontu, od rana 27-go śmiałym uderzeniem 2 szwadronu strzelcy konni zajęli miejscowość Brakel. Po stoczeniu kilku walk z piechotą niemiecką szwadrony pułku zajęły Vossenberg i Gilze biorąc grupy jeńców, niszcząc armaty i czołg Sherman w niemieckiej służbie. Pułk czołowymi szwadronami osiągnął kanał Wilhelminy i ze względu na zabagniony teren pozostał na osiągniętej rubieży. 28 października częścią pułku "dziesiątacy" rozpoznawali przeprawy na rzece i kanale Mark, prowadząc szereg walk z piechotą i artylerią wroga, biorąc przy tym licznych jeńców. 29 października pułk całością sił ubezpieczał natarcie 10 BKPanc. na Bredę, w trakcie tych działań zajął miejscowość Dorst i prowadził ogień do wykrytej piechoty niemieckiej. Nazajutrz pułk podszedł do kanału Mark uchwycił plutonem strzelców (szturmowym) mały przyczółek, lecz z uwagi na ostrzał wycofał obsadę przyczółka, oczekując większych sił własnej piechoty. 31 października ponownie wspierał ogniem część 8 batalionu strzelców za rzeką. Doskonale wstrzelana artyleria niemiecka uniemożliwiła zbudowanie mostu i wznowienie natarcia. Przyczółek zwinięto, a pułk przeszedł na postój ubezpieczony na okres kilku dni w rejonie Beek. Przyjęto uzupełnienie sprzętu bojowego. 4 listopada 10 psk wznowił działania zaczepne w kierunku Made, po dojściu w jego pobliże w wyniku ognia ppanc i artylerii, działania pułku pomimo użycia spieszonych załóg czołgów i plutonu strzelców zostały zatrzymane. Ze względu na warunki pogodowe, deszcze oraz podmokły i zabagniony teren działania pułku ograniczały się głównie do szos i terenów zurbanizowanych. Od 6 listopada strzelcy konni zostali podporządkowani 3 BS z zadaniem rozpoznania przyczółka Moerdijk. Z uwagi na zalanie terenu pułk poruszał się szwadronami po szosach, zmuszony był ogniem armatnim kruszyć przeszkody żelbetowe i schrony bojowe obsadzone przez nieprzyjacielską piechotę. Podobne działania prowadzone były 7 i 8 listopada uczestniczyły po kolei wszystkie czołgi pułku oraz działa samobieżne I/1 pappanc. Strzelające amunicją przeciwpancerną czołgi i działa samobieżne sukcesywnie niszczyły betonowe przeszkody i umocnienia, a po wystrzelaniu jej odjeżdżały na tyły, celem jej uzupełnienia. Po zakończeniu rozbijania zapór żelbetowych Moerdijk zdobył bratni 24 pułk Ułanów z 8 batalionem strzelców. Od listopada 1944 roku, aż do kwietnia 1945 r. nastąpiła przerwa operacyjna. 10 Pułk Strzelców Konnych w tym okresie stacjonował we wsiach Udenhout i Teteringen, naprawiał uszkodzony sprzęt, przyjmował uzupełnienia stanu osobowego i sprzętu bojowego, odbudował jednostkę do stanu etatowego, prowadził szkolenia specjalistów. Pluton rozpoznawczy przemianowano na pluton szturmowy zdejmując wieże z czołgów Stuart i uzbrajając w broń małokalibrową stan osobowy. Jednocześnie pułk pełnił rotacyjnie z innymi pułkami i batalionami dozór rzeki Mozy, okresowo pojedynczymi szwadronami działał w brytyjskiej operacji "Trojan" pozorując próbę forsowania Mozy i rozpoznając obronę niemiecką i czas reakcji, 7 stycznia 1945 roku wspierał kompanię 9 batalionu strzelców podczas nieudanej próby likwidacji niemieckiej obsady na Kapelsche Veer.

#### Walki we wschodniej Holandii i w Niemczech
Na nowe pozycje wyjściowe do natarcia pułk spod Bredy wykonał 250 kilometrowy marsz w dniach 8 i 9 kwietnia 1945 roku. 2 szwadron został przydzielony do batalionu strzelców podhalańskich ppłk. Complaka, natomiast większość pułku działała w zgrupowaniu 10 pułku dragonów ppłk .Zgorzelskiego. Zgrupowanie ppłk. Complaka torowało drogę 3 BS, natomiast Zgrupowanie ppłk. Zgorzelskiego 10 BKPanc. Po osiągnięciu rejonu Coevorden po południu 9 kwietnia pułk wszedł styczność bojową z nieprzyjacielem. 10 kwietnia 10 psk działając w kierunku Westerbork odnalazł zrzuconych wcześniej 64 spadochroniarzy francuskich mających opanować most na kanale Oranje, którego to zadania spadochroniarze nie wypełnili. W rejonie Westerbork strzelcy uwolnili więźniów holenderskich z obozu koncentracyjnego w tej miejscowości. Po osiągnięciu m. Dalen 3 szwadron ze szwadronem dragonów zdobył przyczółek na kanale Oranje niszcząc kilka schronów i biorąc jeńców. Pozostał do dnia następnego osłaniając budowę mostu przez saperów. 1 szwadron stoczył walkę przed m. Odoorn. 11 kwietnia 3 szwadron zdobył Ter-Apel. Od 12 kwietnia po dołączeniu 2 szwadronu do pułku, zdobył jego siłami m. Wildervang. Zdobył spieszonymi załogami 2 szwadronu zwodzony most, a po jego opuszczeniu dotarł do Veendam, 3 szwadron z dragonami zajął Walchum. Następne dni pułk ubezpieczał ważne obiekty w II rzucie dywizji, np. plutonem szturmowym most w Haren, a plutonem czołgów z 3 szwadronu wyzwolony obóz kobiecy w Niederlangen. 18 kwietnia 1 szwadron z częścią plutonu szturmowego oczyścili teren na zachodnim brzegu rzeki Ems i zajęli miejscowość Heede z której na widok czołgów wycofał się pododdział SS. Nazajutrz 1 szwadron wspierał ogniem na wprost forsowanie Küsten Kanal przez 10 BKPanc. 20 kwietnia 1 szwadron ponownie przeszukał ten teren biorąc do niewoli kilkunastu jeńców. Tego samego dnia nastąpiła zmiana na stanowisku zastępcy dowódcy pułku i 3 szwadronu. Tego samego dnia 10 psk wszedł w skład OW ppłk Nowaczyńskiego dowódcy 8 batalionu strzelców, prowadził natarcie na dwóch osiach, na jednej z nich zgrupowaniem dowodził rtm. Rozwadowski, który uwolnił obóz koncentracyjny w Neu Herbrum. Uwolniono ok. 40 więźniów, odnaleziono ponadto setki zmarłych, część zapewne zmarła w wyniku bombardowania przez lotnictwo alianckie. 1 szwadron wraz ze zgrupowaniem mjr Gryzieckiego dotarł nad Borgerwald Kanal. 21 kwietnia 1945 roku przy wsparciu ogniowym 1 szwadronu, kompania strzelców zdobywa Papenburg. 22 kwietnia po przekroczeniu Borgerwald Kanal pułk działa oddzielnie szwadronami uwolnił grupę więźniów na niedostępnych torfowiskach i następnie kilkusetosobowy obóz koncentracyjny. Szwadrony strzelców toczyły walki z oddziałami piechoty nieprzyjacielskiej biorąc ok. 100 jeńców i rozminowując drogi na trasie przemarszów. 23 kwietnia 3 szwadron opanował Langholt biorąc do niewoli 67 jeńców. W następnym dniu 1 szwadron prowadził ostrzał artyleryjski na broniący się niemiecki batalion spadochroniarzy usytuowany w niedostępnym dla czołgów terenie, atakująca jego pozycje piechota 8 batalionu została powstrzymana. 2 szwadron z kompanią strzelców zajął w walce Idafehn. Dalszy ruch 1 i 2 szwadronu okazał się niemożliwy z uwagi na ugrzęźnięcie w bagnach i torfowiskach połowy czołgów. Pułk oczekiwał na naprawę i budowę mostów oraz dróg domarszu. Na postoju w Rhaudermoor 29 kwietnia w pułku obchodzono święto pułkowe. 1 maja 1945 r. działając dwoma szwadronami w przód 10 psk rozpoznawał na kierunku miejscowości Remels i Moorburg. Po przekroczeniu rzeki Leda z uwagi na niewywalczenie przez 2 Pułk Pancerny podstaw wyjściowych do natarcia przez miejscowość Hessel, pułk bocznymi drogami wyminął miejscowość i rozpoczął natarcie. Zdobył przez zaskoczenie miejscowość Grossoldendorf, zlikwidował niemiecki przyczółek na rzece Ehe, zdobył most na tej rzece i zdobył w walce Remels. Nazajutrz po dołączeniu do czołowych szwadronów reszty pułku i zaopatrzenia, został on ostrzelany przez artylerię wroga ponosząc straty. W dniu 2 maja czołowy 1 szwadron w rejonie Grossander napotkał teren zaminowany, zabarykadowany i silnie broniony. Po rozbiciu obrony poniósł znaczne straty od ognia artylerii ciężkiej i kontrataków niemieckich. Po południu został zluzowany przez pułki 10 BKPanc. 3 maja odpoczywał w rejonie Remels. 4 maja 10 psk podjął natarcie jedną drogą, czołowym 3 szwadronem nawiązał styczność bojową z obsadą miejscowości Asterfeld. Z którą podjął walkę, wspólnie z kompanią 9 batalionu strzelców przygotował się do szturmu nocnego miejscowości. Z uwagi na otrzymanie wiadomości o kapitulacji wojsk niemieckich z dniem 5 maja 1945 r. o godz. 8.00 natarcia na miejscowość zaniechano.

### Strzelcy konni po wojnie
Wykonując zadania związane z wypełnieniem warunków kapitulacji pułk kwaterował od 8 maja w Schortens. Podczas okupacji pułk nadzorował obszar od rzeki Ems do granicy holenderskiej i od Meppen do Harren, a od marca 1946, aż do Aurich. W trakcie walk w Europie 1944-1945 poległo 90 żołnierzy pułku, 233 zostało rannych. Utracono jako zniszczonych 51 czołgów Cromwell, 1 czołg Challenger i 8 czołgów Stuart. Wzięto do niewoli 3328 jeńców zniszczono 19 czołgów, 21 dział samobieżnych, 135 dział różnego typu, 4 moździerze wielolufowe, 3 samochody pancerne i wiele pojazdów, barek, magazynów itd.. Otrzymano odznaczeń polskich: 1 Krzyż VM IV kl, 32 Krzyży VM V kl, 338 KW, 97 KZ z M, zagranicznych: 3 MC, 3 DCM, 3 MM, 4 Croix de Guerre, 1 The Legion of Merit i inne. Od chwili zakończenia wojny postępowała demobilizacja w jej wyniku 154 żołnierzy pozostało we Francji, Belgii i Holandii, 233 powróciło do kraju, a 308 wstąpiło do PKPR i wybrało emigrację. 23 marca 1947 10 psk został przetransportowany do Wielkiej Brytanii i został rozformowany.

### Uzbrojenie pułku
Oznakowanie czołgów
W 10 psk 1 DPanc., z lewej i prawej strony wieży, malowano białe figury geometryczne:
- szwadron dowodzenia – romb;
- 1. szwadron – trójkąt;
- 2. szwadron – kwadrat;
- 3. szwadron – koło/okrąg.

## Strzelcy konni
Dowódcy pułku

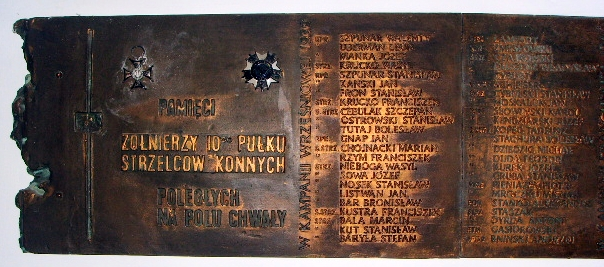
Tablica w kościele garnizonowym w Londynie

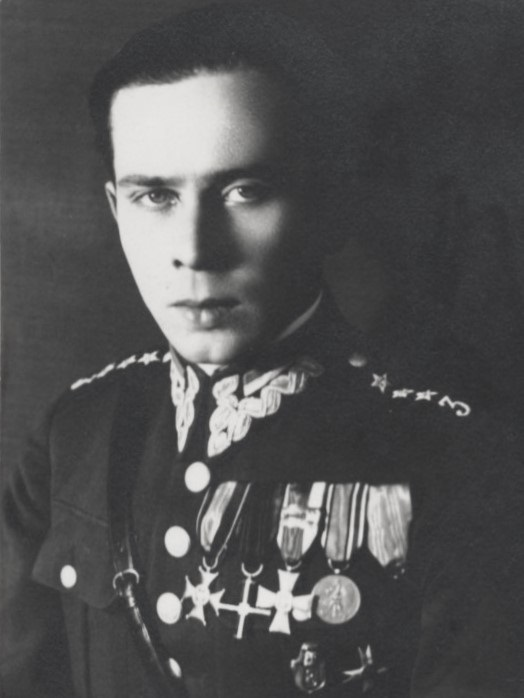
Emil Słatyński

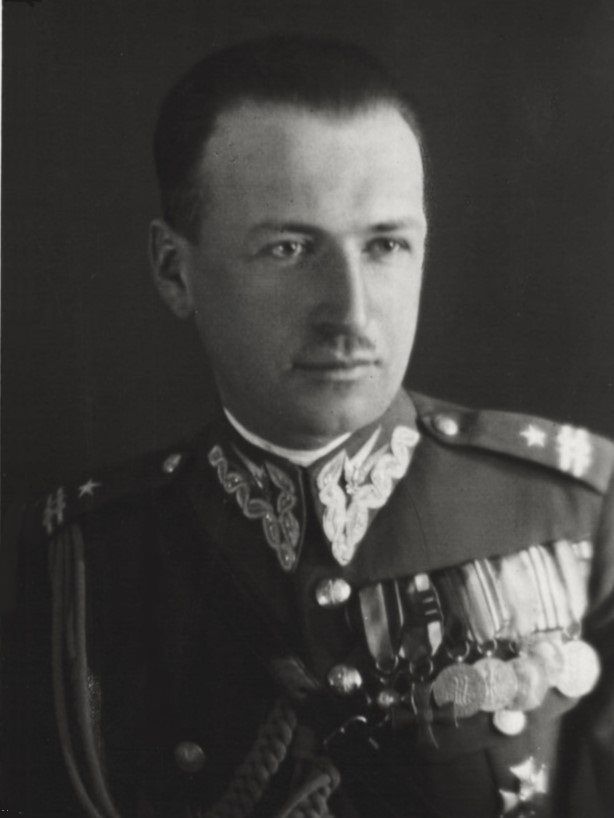
Jan Monwid-Olechnowicz

- mjr Emil Słatyński (16 IX 1939 – 16 VII 1940)
- ppłk dypl. Jan Monwid-Olechnowicz (16 VII 1940 – 23 II 1942)
- ppłk dypl. Franciszek Skibiński (23 II 1942 – 8 XI 1943)
- mjr Jan Maciejowski (8 XI 1943 – 20 VIII 1944)
- mjr Otton Eysymont (20 – 22 VIII 1944)
- płk dypl. Franciszek Skibiński (22 – 25 VIII 1944)
- rtm./mjr Jerzy Wasilewski (25 VIII 1944 – 10 VI 1947)

Zastępca dowódcy pułku
- mjr Jan Maciejowski
- mjr Otton Eysymont
- rtm./mjr Michał Gutowski[22]
- rtm. Jan Rozwadowski (od 20 IV 1945[23])

Adiutant pułku
- por./rtm. Jan Rozwadowski

Dowódca szwadronu dowodzenia
- por./rtm. Jerzy Iwanowski

1 szwadron
- rtm. Jerzy Wasilewski
- por./rtm. Zygmunt Kłodziński (od 24 VIII 1944[22])

2 szwadron
- rtm. Michał Gutowski
- por./rtm. Jan Salwa (od 24 VIII 1944[22])

3 szwadron
- rtm. Herman Cieśliński[24]
- rtm. Jan Rozwadowski (od 1 X 1944[23])
- por. Jan Sowa (od 20 IV 1945[23])

### Obsada oficerska z czerwca 1944
Obsada oficerska pułku z czerwca 1944 :
- dowódca pułku – mjr kaw. Jan Maciejowski
- I zastępca dowódcy pułku – mjr kaw. Otton Zygmunt Eysymont
- adiutant pułku – por. kaw. Jan Rozwadowski
- oficer wywiadowczy – por. br. panc. Bronisław Sachse
- oficer techniczny – por. kaw. Jerzy Kunachowicz
- oficer łączności – por. łącz. Roman Chrzanowski
- II zastępca dowódcy pułku – rtm. Adam Niedzielski
- oficer gospodarczy – ppor. piech. Stanisław Frankiewicz
- oficer materiałowy –
- oficer zaopatrzenia –
- lekarz – ppor. lek. Wilhelm Wejssager

szwadron dowodzenia
- dowódca szwadronu dowodzenia – por. kaw. Jerzy Iwanowski
- zastępca dowódcy szwadronu dowodzenia – por. kaw. Marian Plichta
- dowódca plutonu czołgów dowódcy pułku – ppor. kaw. Paweł Borzemski
- dowódca plutonu czołgów plot. – ppor. br. panc. Edward Rożek
- dowódca plutonu rozpoznawczego – ppor. piech. Tadeusz Panek
- dowódca plutonu techniczno-gospodarczego – ppor. piech. Aleksander Unger, rzut B – por. Stefan Moszyński
- dowódca czołówki naprawczej – ppor. kaw. Wincenty Zienkiewicz
- Pluton łączności – ppor. Aleksander Kluczyński

1 szwadron
- dowódca 1 szwadron – rtm. Jerzy Wasilewski
- zastępca dowódcy 1 szwadronu – por. kaw. Józef Wąsowski
- dowódca plutonu czołgów dowódcy szwadronu – ppor. kaw. Jan Suchcitz
- dowódca plutonu techniczno-gospodarczego – por. piech. Walenty Lubieniecki
- dowódca plutonu pancernego – ppor. kaw. Władysław Nowak
- dowódca plutonu pancernego – ppor. kaw. Zbigniew Maksymowicz
- dowódca plutonu pancernego – ppor. kaw. Mieczysław Worobiec
- dowódca plutonu pancernego – ppor. br. panc. Zbigniew Sztumpf
- 2 szwadron – rtm. Michał Gutowski, rzut A – ppor. Michał Waszut, rzut B – wachm. Władysław Rachwalski
- 3 szwadron – rtm. Herman Cieśliński, rzut A – ppor. Józef Olesiński, rzut B – wachm. Jan Reut

Ogółem 686 żołnierzy, w tym 44 oficerów.

### Kawalerowie Virtuti Militari
Strzelcy konni odznaczeni Orderem Virtuti Militari „za front zachodni, do bitwy o Baarle-Nassau, dnia 6 października 1944”:
- Krzyżem Złotym – ś.p. mjr kaw. Jan Maciejowski
- Krzyżem Srebrnym:

1. ś.p. ppor. kaw. Zbigniew Maksymowicz
2. ś.p. por. kaw. Władysław Nowak
3. ś.p. plut. Bogusław Jan Starzomski
4. ś.p. plut. Leon Szewerniak
5. ś.p. plut. Roman Wajnkopf
6. ś.p. por. Józef Wąsowski
7. por. br. panc. Bronisław Sachse